# Амітаб Баччан
Амітаб Баччан (англ. Amitabh Bachchan, гінді अमिताभ बच्चन, уроджений: Інкуілааб Шрівастав; 11 жовтня 1942, Аллахабад, штат Уттар-Прадеш, Індія) — індійський актор кіно, який знявся у понад 200 кінострічках, а також кінопродюсер, політик і телеведучий. Один із найвідоміших та високооплачуваних акторів Індії. Посол доброї волі ЮНІСЕФ.

## Життєпис
Син відомого індійського поета Гаріванш Рая Баччана з дитинства мріяв про акторську кар'єру. Спочатку працював диктором на радіо. Першу свою роль він зіграв 1969 року у фільмі «Сім індійців» режисера Х. А. Аббаса. Ця стрічка виявилася для молодого актора успішним дебютом, адже за неї він отримав Національну премію — найвищу нагороду як найкращий молодий кіноактор. Потім деякий час актора не запрошували на зйомки до кіно. Режисерів не зовсім влаштовував зріст Амітаба, який був під два метри. Але в 70-ті роки актор усе-таки підкорив Боллівуд. Індійський кінематограф потребував нових героїв і ним став молодий Амітаб Баччан.
Вже в 1973 році актор зіграв у стрічці «Тривала розплата» інспектора Віджая Кхана, який, не чекаючи правосуддя, відстоював справедливість, розбирався з бандитами та мстився за своє важке дитинство. Саме Амітаб чудово підходив на цю роль. Після цієї стрічки актор отримав прізвисько «розсерджений молодик». Молодий актор також чудово грав роль злочинців, та не менш гарно грав ролі у мелодрамах, комедіях та соціальних драмах. Відтоді уже багато режисерів почали запрошувати Амітаба до своїх фільмів, знаючи, що він може оживити будь-яку роль. Найбільшим успіхом для актора став фільм «Помста та закон», касові збори якого стали рекордними в індійському кінематографі. Цей рекорд не подолано й до сьогодні. У тому фільмі Амітаб Баччан блискуче зіграв стриманого і благородного злочинця Джая. Після цього фільму актор закріпив за собою звання найкращого актора Боллівуду.
В 1982 році по всій Індії розлетілася новина: Амітаб при смерті. Це сталося на знімальному майданчику під час зйомок фільму «Coolie». Самостійно виконуючи трюк, актор дістав серйозну травму живота. Актор кілька місяців провів у лікарні, і за цей час лікарі до кінця не були впевнені за його життя. Шанувальники чергували цілодобово, багато хто жертвував останні гроші та накладав на себе обітниці, аби лише улюблений актор одужав. Нарешті коли Амітаб пішов на поправку, раділа вся нація.
В 90-ті роки кар'єра Амітаба пішла на спад. Поряд з ним уже знімаються зірки молодшого покоління Мітхун Чакраборті, Ріши Капур. Амітаб Баччан має чимало шанувальників і в Україні. Він став уособленням індійського кінематографу, який був не так давно дуже популярним в Україні.
З 2000 по 2005 роки Амітаб Баччан вів гіндімовну версію телегри «Who Wants to Be a Millionaire?».

## Життя актора в наші дні
Нині Амітаб є найбільш затребуваним актором Боллівуду. Він і зараз здатний принести будь-якій кінострічці касовий успіх. Він носить звання «Суперзірка тисячоліття» разом з Лоуренсом Олів'є і Чарлі Чапліном. Він перший індійський актор, чия статуя встановлена в музеї мадам Тюссо. Амітаб влаштовує світові турне та веде свій блог в інтернеті. Амітаба Баччана характеризує його власне ім'я, яке означає — «сяйво, яке ніколи не згасне».

## Фільмографія
- 1969 — Сім індійців (Saat Hindustani)
- 1971 Anand
- 1971 Guddi
- 1971 Parwaana
- 1971 Pyar Ki Kahani
- 1972 Bansi Birju
- 1972 Bombay to Goa
- 1972 Ek Nazar
- 1972 Jaban
- 1972 Piya Ka Ghar
- 1972 Raaste Ka Patthar
- 1972 Sanjog
- 1973 Abhimaan
- 1973 Baandhe Haath
- 1973 Gehri Chaal
- 1973 Namak Haram
- 1973 Saudagar
- 1973 Zanjeer
- 1974 Benaam
- 1974 Kasauti
- 1974 Kunwara Baap
- 1974 Majboor
- 1974 Roti Kapada aur Makaan
- 1975 Chhoti Si Baat
- 1975 Chupke Chupke
- 1975 Deewaar
- 1975 Faraar
- 1975 Mili
- 1975 Помста і закон
- 1975 Zameer
- 1976 Hera Pheri
- 1976 Do Anjaane
- 1976 Kabhi Kabhie
- 1977 Adalat
- 1977 Aalap
- 1977 Amar Akbar Anthony
- 1977 Imaan Dharam
- 1977 Khoon Paseena
- 1977 Parvarish
- 1978 Besharam
- 1978 Don
- 1978 Ganga Ki Saugandh
- 1978 Kasme Vaade
- 1978 Trishul
- 1979 The Great Gambler
- 1979 Jurmaana
- 1979 Kaala Patthar
- 1979 Manzil
- 1979 Mr. Natwarlaal
- 1979 Muqaddar Ka Sikandar
- 1979 Suhaag
- 1980 Do Aur Do Panch
- 1980 Dostaana
- 1980 Ram Balraam
- 1980 Shaan
- 1981 Barsaat Ki Ek Raat
- 1981 Kaalia
- 1981 Laawaris
- 1981 Naseeb
- 1981 Silsila
- 1981 Yaraana
- 1982 Bemisaal
- 1982 Desh Premee
- 1982 Khuddar
- 1982 Namak Halaal
- 1982 Nastik
- 1982 Satte Pe Satta
- 1982 Shakti
- 1983 Andha Kanoon
- 1983 Coolie
- 1983 Mahaan
- 1983 Pukar
- 1984 Inquilaab
- 1984 Sharaabi
- 1985 Mard
- 1986 Aakhree Rasta
- 1987 Shahenshah
- 1988 Ganga Jamuna Saraswati
- 1989 Jaadugar
- 1989 Main Azaad Hoon
- 1989 Toofan
- 1990 Aaj Ka Arjun
- 1990 Agneepath
- 1991 Ajooba
- 1991 Akayla
- 1991 Hum
- 1991 Indrajeet
- 1992 Khuda Gawah
- 1994 Insaniyat
- 1997 Mrityudaata
- 1998 Major Saab
- 1998 Bade Miyan Chhote Miyan
- 1999 Lal Baadshah
- 1999 Sooryavansham
- 1999 Hindustan Ki Kasam
- 1999 Kohraam
- 2000 Mohabbatein
- 2001 Ek Rishta — The Bond of Love
- 2001 Aks
- 2001 І в смутку, і в радості
- 2002 Aankhen
- 2002 Hum Kisise Kum Nahi
- 2002 Agnivarsha
- 2002 Kaante
- 2003 Armaan
- 2003 Und am Abend wartet das Glück
- 2003 Khakee
- 2004 Ab Tumhare Hawale Watan Saathiyo
- 2004 Veer-Zaara
- 2004 Hum Kaun Hai?
- 2004 Kyun! Ho Gaya Na…
- 2004 DeewaarDeewaar
- 2004 Mut zur Entscheidung — Lakshya
- 2004 Dev
- 2004 Aetbaar
- 2005 Black Black
- 2005 Waqt Waqt
- 2005 Sarkar
- 2005 Марш пінгвінів (індійська версія)
- 2005 Bunty Aur Babli
- 2006 Kabhi Alvida Naa Kehna
- 2006 Baabul
- 2007 Nishabd
- 2007 Cheeni Kum
- 2007 Om Shanti Om
- 2007 The Last Lear
- 2008 Bhoothnath
- 2008 Sarkar Raj
- 2013 Великий Гетсбі
- 2022 Брахмастра